# Sapequinha (canção de Lexa)
"Sapequinha" é uma canção da cantora brasileira Lexa com o funkeiro paulista MC Lan. Foi lançada em 3 de agosto de 2018 através da Som Livre como primeiro single do extended play EP da cantora, Só Depois do Carnaval (2019). A canção foi anunciada pela mesma através de suas mídias sociais no dia 8 de junho de 2018.

## Fundo e lançamento
Após a volta da sua lua de mel com seu marido MC Guimê, a cantora entrou em estúdio com MC Lan e anunciou que lançaria um single novo, que seria o maior funk de sua carreira. “Vamos fazer um check-in no chão? Convoquei o cara do Rabetão para fazer esse feat. comigo. Essa música é o maior funk que já lancei, mais que 'Para de Marra'”, disse a mesma. Em 31 de julho de 2018, a cantora revelou a capa e uma prévia da canção. A canção foi lançada em 3 de agosto de 2018 em todas as plataformas de download digital e streaming.

## Videoclipe
Na mesma data de lançamento da música, um vídeo com a coreografia da mesma foi lançado. O vídeo foi gravado em cenas externas e mostra Lexa com diversos figurinos. Em 13 de setembro de 2018, o videoclipe oficial foi lançado em seu canal no YouTube. As gravações aconteceram no início de setembro em quatro locações no estado do Rio de Janeiro: uma ilha em Angra dos Reis, Centro da cidade, uma boate no bairro de Copacabana e em um stand de tiros. Oitenta profissionais estiveram envolvidos na produção que contou com 50 bailarinos e cinco “looks” diferentes. A produção é assinada pela empresa RA3, do ator e diretor Rafael Almeida, em parceria com a Ferrattry Produções e a Ideal Entretenimento.